# 64. Garde-Mot-Schützenbrigade
Die Selbstständige 64. Garde-Mot-Schützenbrigade ist ein Großverband des russischen Heeres und Teil der 35. Armee.
Die Brigade wurde 2009 aufgestellt. Sie ist im Dorf Knjase-Wolkonskoje, Region Chabarowsk stationiert, in der Nähe der Grenze zu China. Sie wird von Oberst Azatbek Asanbekowitsch Omurbekow angeführt.

## Kriegsverbrechen beim russischen Überfall auf die Ukraine
Beim russischen Überfall auf die Ukraine von 2022 wird die Brigade neben weiteren Einheiten unter anderem für das Massaker von Butscha verantwortlich gemacht, nebst weiteren Orten wie dem nahe gelegenen Andrijiwka. Nach dem Abzug der russischen Truppen waren auf den Straßen von Butscha getötete Männer in ziviler Kleidung gefunden worden, die zum Teil gefesselt waren. Der militärische Geheimdienst der Ukraine (HUR) hat eine Liste von Soldaten der 64. Schützenbrigade veröffentlicht, die in Butscha Verbrechen begangen haben sollen. Die veröffentlichte Liste enthält Namen und Personalien der Soldaten vom Gefreiten bis zum Oberst. Auch Medien ermittelten Namen von Soldaten und sprachen teilweise mit ihnen.
Als die Vorwürfe schon bekannt waren, wurde dieser Brigade von Präsident Wladimir Putin am 18. April 2022 der Garde-Status verliehen. „Das geschickte und entschlossene Vorgehen des ganzen Personals [der Brigade] während der militärischen Spezialoperation in der Ukraine“ seien „Vorbild für die Ausführung der militärischen Pflichten, für Mut, Entschlossenheit und große Professionalität“.
Die ukrainische Regierung kündigte eine Strafverfolgung von Soldaten der Brigade an. Im Dezember 2022 wurde bekannt, dass ein ehemaliges Mitglied dieser Einheit sich bereit erklärt hat, vor einem internationalen Gericht gegen seine ehemaligen Kommandeure auszusagen.
Die russische Regierung streitet ab, dass es überhaupt ein von russischen Soldaten begangenes Massaker gegeben habe. Die Taten seien inszeniert worden, um Russland zu schaden.